# Yemaek
Gli Yemaek o Yamaek sono un antico gruppo tribale nativo del nord della penisola coreana e della Manciuria e sono comunemente noti come antenati dei moderni coreani. Gli Yemaek hanno legami ancestrali con diversi regni dell'Asia nordorientale, tra cui Gojoseon, Buyeo, Goguryeo, e diverse tribù, tra cui Okjeo, Dongye, Yangmaek (양맥?, 梁貊?) e Sosumaek (소수맥?, 小水貊?).

## Storia
Si crede che gli Yemaek siano un'unione dei popoli Ye (濊) e Maek (貊). Secondo le Cronache dei Tre Regni, gli Ye adoravano le tigri, e i caratteri cinesi 貊 e 貉, utilizzati per trascrivere Maek, erano anche utilizzati per omofonia per scrivere 貘, dal significato di "leopardo bianco". Guo Pu crede invece che 貘 identifichi un tipo di orso, il panda gigante. Gomnaru, capitale di Baekje con legami ancestrali con gli Yemaek, significa "porto degli orsi", e gli storici suggeriscono che tigri e orsi potrebbero essere stati totem adorati dalle tribù Ye e Maek. Il carattere cinese 狛, variante di 貊 per Maek, è usato nella lingua giapponese per trascrivere "koma" (cf. Komainu): "koma" è talvolta scritto con i caratteri 高麗, usati anche per Go(gu)ryeo" e "Goryeo".
He Qiutao crede invece che Ye sia un'abbreviazione per Buyeo.
Uno studio del 2019 crede che gli antenati dei Maek siano i Bal. Secondo il Shiji, i popoli Balhae vivevano vicino ai nomadi Shanrong e ai Sushen. Secondo il Guanzi, i Bal-Joseon un tempo vendevano pellicce e visitavano la corte reale. Nel Yi Zhou Shu vengono citati gli Ye e i Bal, ma non i Maek. Basandosi su questo, si crede che i popoli Balhae e Gojoseon potrebbero essere vissuti in aree limitrofe.
La cultura principale è quella Seodansan. Gli storici coreani credono che gli Yemaek stabilirono la propria zona culturale tra il XII e il X secolo a.C. Queste tribù iniziarono a crescere eterogeneamente dal VIII-VII secolo a.C. a causa di differenti circostanze geografiche e di sviluppo. Si crede che gli Yemaek siano stati influenzati dalle culture nomadiche mongole-siberiane e che le loro origini etniche fossero distinte da quelle degli Han. Nella tarda età del bronzo e nella prima età del ferro, gli Yemaek erano tecnologicamente e culturalmente influenzati dagli antichi Han cinesi che li introdussero alla lavorazione del ferro.
Nel 705 a.C., i nomadi Shanrong pianificarono di saccheggiare i regni di Yan, Qi e Zhao, secondo il Guzhu. In ogni caso, questi nomadi furono sconfitti dagli alleati Yan e Qi (660 a.C.) e vennero spediti a nord. Vi erano molti popoli nordici nell'alleanza Shanrong; si crede che tra questi ci fossero i Bal. Dopo la guerra Gojoseon-Yan e la conquista Han di Gojoseon, i popoli Bal si mossero a est e furono assorbiti dai Maek.
Si ritiene che Gojoseon, il primo regno coreano della storia, fu creato dagli Yemaek. I motivi sono i seguenti:
- Secondo lo Shiji, Yemaek e Gojoseon vivevano ad est dei popoli Xiongnu.[20]
- La pietra tombale di Yeon Namsan trovata nel Luoyang afferma che il figlio del capo di Goguryeo Yeon Gaesomun è Joseon.[21]
- Nella leggenda di Dangun sulla nascita di Gojoseon, una tigre e un orso pregano Hwanung che possano diventare umani, ma promettendo di rimanere in una caverna mangiando solo aglio e artemisia; tuttavia, mentre la tigre abbandonò la caverna, l'orso rimase in essa e in ventun giorni si trasformò in una donna che successivamente sposò Hwanung. Diede quindi la luce a Dangun Wanggeom,[22] che si crede simbolizzi la combinazione delle popolazioni Ye e Maek in un'unica tribù Yemaek.[23]

Il ricercatore giapponese Shiratori Kurakichi è stato il primo a connettere le origini tribali dei popoli Yemaek e le origini della "razza coreana". Credeva che le origini razziali coreane potessero essere rintracciate nella Manciuria e trattava gli Ye e gli Yemaek come un'unica entità razziale. In ogni caso, Pai afferma che gli Ye e i Maek non erano un'omogenea tribù o unità razziale, né un unico Stato. Le cronache cinesi erano inconsistenti e spesso citavano gli Ye senza connessioni con i Maek.

## Lingua
Si pensa che il rimpiazzamento delle lingue native degli Yemaek e dei Gojoseon nei tre regni fu accelerata dalla espansione verso sud di un grande numero di popolazioni del nord nel tardo III secolo. Sobo stati fatti tentativi accademici di recuperare la lingua Yemaek basandosi su frammenti di toponomi appuntati nel Samguk sagi circa le aree occupate di Goguryeo e Buyeo-Baekje.

## Eredità
Secondo il Samguk sagi, il regno di Silla nacque dai Sei Clan di Jihan che erano Gojoseon in origine.
Il sigillo reale di Ye, usato precedentemente dai re di Buyeo, fu trovato nel regno di Silla nel 19 d.C. e fu presentato al re Namhae Chachaung.
Si crede che Goguryeo, Baekje, Buyeo e Gaya siano stati originati dalle tribù Yemaek.
La cultura Yemaek è considerata l'antenata della moderna cultura coreana. Lo storico Kim Sang-yil ritiene che gli Yemaek abbiano altresì influenzato la cultura cinese e abbiano avuto un impatto culturale particolarmente ampio su tutta l'Asia orientale, e che tra gli altri gruppi dell'Asia orientale legati agli Yemaek vi siano i Dongyi, dalle origini protocoreane.